# Challenge Sprint Pro

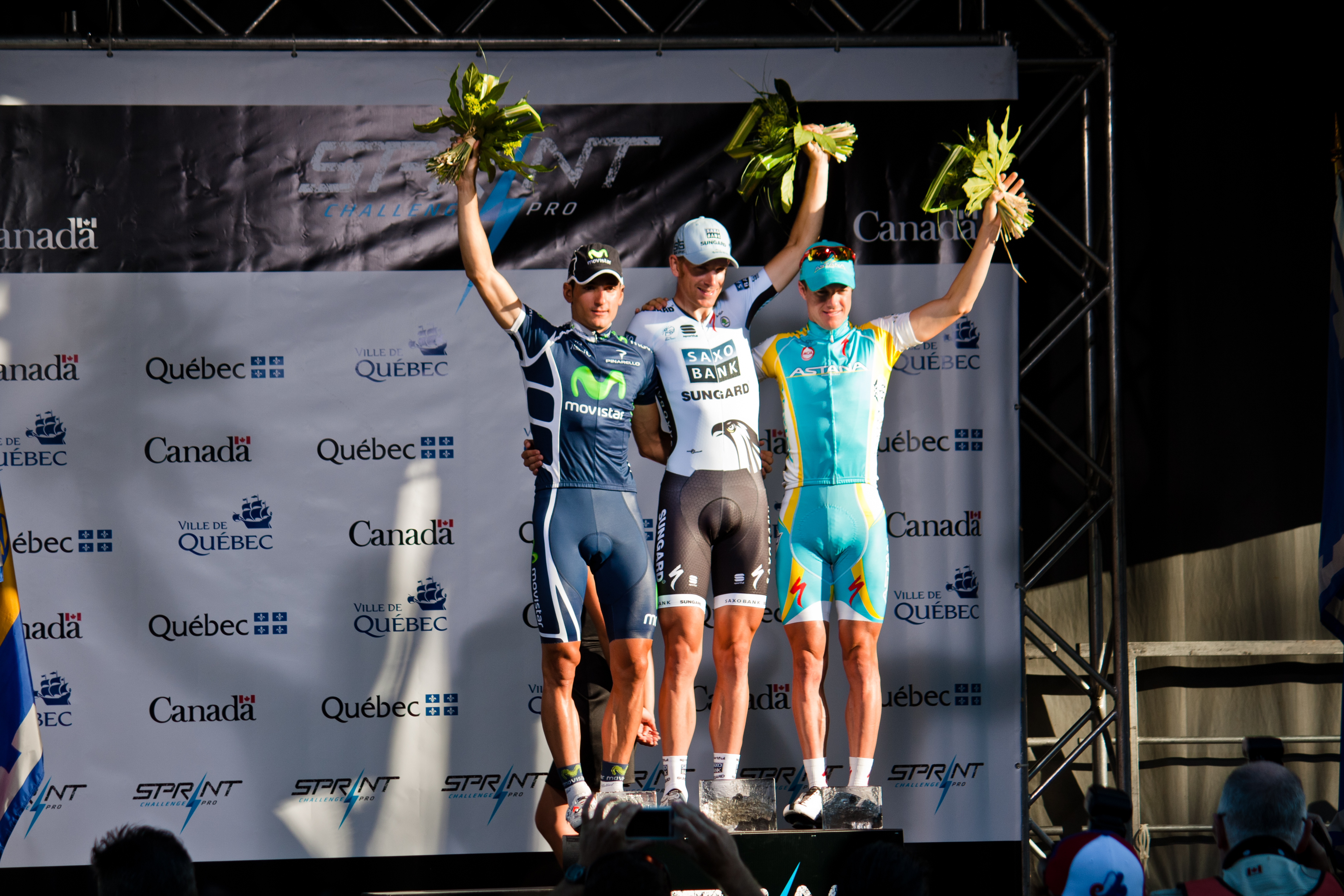
Podium 2011.

Le Challenge Sprint Pro est une course cycliste d'un kilomètre, qui se déroule à Québec. Elle est organisée la veille du grand prix de Québec, sous la forme d'un tournoi de vitesse.

## Palmarès
| Année | Vainqueur      | Deuxième           | Troisième       |
| ----- | -------------- | ------------------ | --------------- |
| 2011  | Michael Mørkøv | Enrique Sanz       | Simon Clarke    |
| 2012  | Zachary Bell   | Rémi Pelletier-Roy | Matthew Goss    |
| 2013  | Bryan Coquard  | Giacomo Nizzolo    | Moreno Hofland  |
| 2014  | Cody Canning   | Bryan Coquard      | Steele Von Hoff |